# Samuel Jacob Rubinstein
Pour les articles homonymes, voir Rubinstein.
Samuel Jacob Rubinstein (22 mars 1884 à Biała Podlaska en Pologne - 24 février 1964 à Paris 4e) est un grand-rabbin orthodoxe non-consistorial français du XXe siècle, d'origine polonaise.

## Biographie
Samuel Jacob (Chmouel Yaakov) Rubinstein est né en 1884 (5644), à Biała Podlaska, dans l'Est de la Pologne.
Il est le fils de Yirmeyahu Menachem (Jérémie) Rubinstein.
Il fut le rabbin de la synagogue de la rue Pavée, au 10 Rue Pavée, dans le quartier du Marais (connu comme le Pletzl), dans le 4e arrondissement de Paris.
Il succède au rabbin Israël Elazar Hopsztein, septième Admour de Kozhnitz, qui avait lui-même pris la suite du rabbin Joël Leib HaLevi Herzog, comme rabbin de Agudas Hakehilos (אֲגֻדָּת־הַקְּהִלּוֹת, Union des communautés).
Il participe au renouveau de   La communauté juive de France après la Seconde Guerre mondiale et est actif dans le retour des enfants juifs confiés à des familles non juives durant la guerre. Il est en contact avec des organisations humanitaires comme le Vaad Hatzalah et d'autres organismes américains.
Il est connu comme un grand orateur, avec une figure imposante.
Il publie en 4 volumes en hébreu, Sheerit Menahem - Legs de Menahem (Paris, 1954),, et Shemen LaNer en 2 volumes en hébreu (Paris, 1959),,. Le choix du nom de Sheerit Menahem pour son œuvre principale est une référence au nom de son père, le rabbin Yirmeyahu (Jérémie) Menachem Rubinstein.
Le rabbin Rubinstein se considère comme un Kotzker Hassid, influencé par le maître du hassidisme, Menachem Mendel de Kotzk (1787-1859), à l'origine de la Dynastie hassidique des Gur.
On retrouve le nom du rabbin Rubinstein dans des ouvrages rabbiniques, dans sa correspondance avec d'autres rabbins, comme rabbi Menashe Klein, le Ungvar Rebbe, de New York, qui passe par Paris, à la fin de la Seconde Guerre mondiale.
Dans le monde juif orthodoxe, particulièrement hassidique, Paris et la France, avant et après la guerre  étaient synonymes avec lui.
Dans son ouvrage, Les Juifs, Roger Peyrefitte le décrit ainsi: Cette nuit, il [Asher] avait rêvé également de son maître en judaïsme, le grand rabbin Rubinstein, dont la barbe blanche, la sagesse et l'éloquence étaient l'ornement de la synagogue de la rue Pavée.
Il est mentionné par Ruth Blau de Netourei Karta dans son ouvrage: Les Gardiens de la Cité. C'est lui qui préside à sa conversion orthodoxe au judaïsme,:Mon fils et moi-même fûmes confirmés comme prosélytes par un rabbin orthodoxe, le rabbin Rubinstein de la synagogue de la rue Pavée. Nous reçûmes un certificat de conversion validant notre admission dans la communauté juive en 1951.
Si la Rue Pavée  était la Synagogue où on le trouvait quotidiennement, de fait, il était aussi considéré comme le rabbin de différents Shtieblech du Pletzl.
La grand-mère maternelle de Richard Prasquier, ancien président du Conseil représentatif des institutions juives de France (CRIF), Yohevet Zylberberg, avait épousé, en secondes noces, le rabbin Rubinstein en 1958,. Le docteur Prasquier note que sa grand-mère avait épousé : le célèbre rabbin de la rue Pavée. La seconde Rebbetzin Rubinstein est la fille de David Shlomo Abarbanel et de Perla Miyam née Rabinowicz, morts pendant la Shoah. Elle descend des grands maîtres du hassidisme : le Yehoudi Hakadoch de Pchis'ha et de Mena'hem Mendel de Riminov. Le jeune frère de Yochevet, Samuel, est abattu par les nazis.
À son décès, dans la synagogue de la rue Pavée, dont la première rangée de bancs avait été enlevée pour l'occasion, des éloges funèbres furent prononcés pour le rabbin Rubinstein, en yiddish, la langue qu'il préférait, et en français par le rabbin David Feuerwerker, en présence d'une foule considérable. Parmi les rabbins consistoriaux présents ce jour-la se trouvait le Grand Rabbin  Ernest Gugenheim (1916-1977).
Son successeur est le grand-rabbin Chaim Yaakov Rottenberg, d'Anvers, dont le fils, le rabbin Mordechai Rottenberg est l'actuel rabbin de la synagogue de la Rue Pavée.
Le rabbin Rubinstein a une fille, Tania Klutstein, active dans la Résistance à Nice et à Lyon.
Les petits-enfants du grand-rabbin Rubinstein vivent en  Israël : Rafi (Raphaël) Shimoni vit avec sa famille à Tel-Aviv, où il est ingénieur, directeur de service, dans l'industrie aéronautique israélienne (Israel Aerospace Industries); le Dr Marc Klutstein est cardiologue au Centre Médical Shaare Zedek (Jérusalem); et Evy Kuppershmidt dirige une entreprise de consultants.

## Le rabbin Rubinstein et le Loubavitcher Rebbe
Le Rebbe de Loubavitch, Menachem Mendel Schneerson, dans une lettre datée de Brooklyn, New York le 1er Eloul 5711 [1950] écrit à son propos : Il y a quelque temps, j'ai écrit au grand Rav [Rabbin], distingué 'Hassid qui craint D.ieu, Rav Chmouel Yaakov Rubinstein.
Ils se connaissaient d'avant-guerre. Le Rabbin Rubinstein racontait avec émotion que lors du recensement des Parisiens, des l'arrivée des nazis à Paris, le Rabbin Menachem Mendel Schneerson était absent de son domicile. Lorsqu'il apprit que l'on avait mis à côté de son nom, religion orthodoxe, il se rendit au bureau de recensement pour que l'on inscrive à la place Juif. De Nice, en Tichri 5702 (1941) le Rabbin Menachem Mendel Schneerson se rendit à la frontière italienne pour se procurer un Etrog, pour la fête de Souccot. Il revint avec deux Etrogim, l'un pour lui-même, l'autre qu'il offrit au Rabbin Rubinstein, qui se trouvait lui aussi à Nice,.

## Témoignage
Une description du rabbin Rubinstein est donnée par Gutta Sternbuch en 2005 :
Entretemps, nous sentions l'absence d'un leader rabbinique à Aix-les-Bains. Et quand nous avons entendu parler d'un rabbin Rubinstein, à côté de Lyon, je suis allée avec le Dr [Hillel] Seidman lui rendre visite. Quand nous sommes entrés dans la maison du rabbin Rubinstein, son épouse nous a accueillis. Quand je lui ai dit mon nom et que je venais de Varsovie, elle me dit, attendez un instant, s'il vous plaît, et elle sortit. Une minute plus tard, elle revint et m'indiqua le bureau du rabbin Rubinstein.
Le rabbin Rubinstein était assis derrière une table couverte de volumes de Guemara (Talmud). Il était très beau, avec une barbe longue et droite - mais ce qui frappait tout de suite chez lui c'était ses yeux, qui semblaient danser de rire et d'amour. Ils étaient tellement profonds que quand je les regardais je fus incroyablement touchée et je commençais pratiquement à trembler. Je ressentais comme si je regardais quelqu'un du Gan Eden [Jardin d'Eden].
Je dis au rabbin Rubinstein, Je suis Gutta Eisenzweig de Varsovie. Il me demanda, Êtes-vous la petite fille de Berel Gefen?
Je répondis que oui, je l'étais. À ce mot, il se leva et s'approcha de moi, me regardant droit dans les yeux et s'exclamant en Yiddish, Du bist an einikel fun Reb Berel. Du bist an einikel! Tu es une petite-fille de Rav Berel! Il ne pouvait croire que j'étais en vie. Lui et mon grand-père avaient grandi ensemble à Białystok [en Pologne] et avaient étudié ensemble au heder. Il fut paralysé d'émotion et ne put parler, et des larmes coulèrent de ses yeux.
Ce fut une des expériences les plus extraordinaires que j'ai eu après la guerre. Après cela, je suis allée maintes fois chez le rabbin Rubinstein. C'était un homme plein d'amour et il avait toujours un bon mot pour chacun. Dans un sens, il me redonnait mon grand-père et réveilla à nouveau l'amour que j'avais pour lui.
Gutta Sternbuch note que son mariage fut spécial car c'est le rabbin Rubinstein qui officia.

## Coutumes du Rabbin Rubinstein
- Le samedi après-midi, après l'office de min'ha, les fidèles prenaient le repas communautaire de Seoudath Shelishis ensemble, dans la salle  à droite en entrant de l’extérieur de l'immeuble. Ce troisième repas du Sabbat se faisait dans l'obscurité totale, ce qui donnait un cachet tout particulier. Personne ne voulait voir le Sabbat partir! Le rabbin Rubinstein commentait en yiddish la portion de la Torah de la semaine. Des zemirot (chants) accompagnaient le repas qui consistait en des Matzos sur lesquelles on mettait des sardines à l'huile.
- Le rabbin Rubinstein ne portait pas à Paris le Streimel. Son successeur, le Rabbin Chaim Yaakov Rottenberg le portera, mais seulement au cours du repas communautaire du samedi après-midi.
- C'était un privilège d'être invité chez le rabbin Rubinstein, le samedi matin, après l'office, pour manger le tcholent [il existe divers types de tcholent, le sien était fait de pommes de terre préparé par son épouse. Il indiquait aux privilégiés de rester à la synagogue, pour ensuite monter chez lui. De même, il invitait des particuliers à sa Soukka qui  était construite dans la cour attenante à la synagogue.
- Pour la récitation du Shema, lors de la prière du matin, le Gaon de Vilna observe que la mitzvah de voir les tzitzit ne doit pas être annulée par le fait de les embrasser. La coutume du Rabbin Rubinstein[38] était de faire un mouvement circulaire avec les tzitzit, il levait les tzitzit devant ses yeux (pour les voir), puis les embrasser.
- Orateur reconnu, le rabbin Rubinstein faisait des pauses durant ses discours. Il passait sa main dans sa longue barbe, du haut vers le bas, puis continuait son exposé. Cette courte attente se faisait dans un silence total et respectueux.